# Funzione di verosimiglianza
In statistica, la funzione di verosimiglianza (o funzione di likelihood) è una funzione di probabilità condizionata, considerata come funzione del suo secondo argomento, mantenendo fissato il primo argomento.

## Introduzione
In gergo colloquiale spesso "verosimiglianza" è usato come sinonimo di "probabilità", ma in campo statistico vi è una distinzione tecnica precisa. Questo esempio chiarisce la differenza tra i due concetti: una persona potrebbe chiedere "Se lanciassi una moneta non truccata 100 volte, qual è la probabilità che esca testa tutte le volte?" oppure "Dato che ho lanciato una moneta 100 volte ed è uscita testa 100 volte, qual è la verosimiglianza che la moneta sia truccata?". Scambiare tra loro, nelle due frasi, i termini verosimiglianza e probabilità sarebbe errato.
Una distribuzione di probabilità che dipende da un parametro può essere considerata in due modi differenti:
- come una funzione del risultato, dato un valore fissato del parametro;
- come una funzione del parametro, dato un risultato fissato. In tal caso la funzione è chiamata "funzione di verosimiglianza" del parametro, e indica quanto verosimilmente il valore del parametro è corretto rispetto al risultato osservato.

## Definizione
Formalmente la funzione di verosimiglianza è una funzione:
{\displaystyle {\mathcal {L}}\colon b\mapsto P(A|B=b)}.
Si definisce ancora funzione di verosimiglianza ogni funzione proporzionale a tale probabilità. Dunque, la funzione di verosimiglianza per {\displaystyle B} è la classe delle funzioni:
{\displaystyle {\mathcal {L}}(b|A)=\alpha P(A|B=b)},
per ogni costante {\displaystyle \alpha >0}. A causa di ciò, l'esatto valore di {\displaystyle {\mathcal {L}}(b|A)} non è in generale rilevante; ciò che è importante sono rapporti nella forma: {\displaystyle {\mathcal {L}}(b_{2}|A)/{\mathcal {L}}(b_{1}|A)}, invarianti rispetto alla costante di proporzionalità.
A livello interpretativo, l'uso di una funzione di verosimiglianza trae giustificazione dal teorema di Bayes, in base al quale, per due qualsiasi eventi {\displaystyle A} e {\displaystyle B}:
{\displaystyle P(B|A)={\frac {P(A|B)P(B)}{P(A)}}}
dove sia {\displaystyle P(A|B)} che {\displaystyle {\frac {P(A|B)}{P(A)}}} sono funzioni di verosimiglianza. L'uso di funzioni di verosimiglianza ai fini dell'inferenza statistica costituisce un tratto distintivo dell'inferenza classica, o frequentista; esso rappresenta inoltre una fondamentale differenza rispetto alla scuola dell'inferenza bayesiana, in quanto lo statistico bayesiano conduce inferenza tramite la probabilità {\displaystyle P(B|A)} nell'espressione sopra.

## Storia
Alcune idee relative alla funzione di verosimiglianza sembrano essere state introdotte da T. N. Thiele in un lavoro del 1889. Il primo contributo in cui il concetto di funzione di verosimiglianza è esplicitamente formulato è tuttavia dovuto a Ronald Fisher in un suo lavoro del 1922. In tale lavoro, Fisher usa inoltre l'espressione metodo della massima verosimiglianza; argomenta inoltre contro il ricorso alla condizionata nella forma {\displaystyle \ P(B|A)} nell'espressione sopra, da lui ritenuta ingiustificabile a causa dell'elemento di soggettività introdotto tramite la probabilità a priori (nel linguaggio che ora è proprio della statistica bayesiana) {\displaystyle P(B)}. 

## Funzione di verosimiglianza per un modello parametrico
Il metodo della massima verosimiglianza ha le sue applicazioni più rilevanti nella prassi come metodo di stima di modelli parametrici. Considerando un insieme di osservazioni {\displaystyle \left\{x_{i}\right\}_{i=1}^{n}}, e una famiglia di funzioni di densità (o di massa, nel caso di distribuzioni discrete), parametrizzate tramite il vettore {\displaystyle \vartheta }:
{\displaystyle \ x\mapsto f(x|\vartheta )}
la funzione di verosimiglianza associata è:
{\displaystyle \ {\mathcal {L}}\left(\vartheta |\left\{x_{i}\right\}_{i=1}^{n}\right)=f\left(\left\{x_{i}\right\}_{i=1}^{n}|\vartheta \right)}
Nel caso in cui, come normalmente si ipotizza, gli {\displaystyle \ x_{i}} siano indipendenti e identicamente distribuiti, inoltre:
{\displaystyle \ {\mathcal {L}}\left(\vartheta |\left\{x_{i}\right\}_{i=1}^{n}\right)=\prod _{i=1}^{n}f(x_{i}|\vartheta )}
Poiché l'espressione sopra può risultare scarsamente trattabile, specie nei problemi di massimizzazione collegati al metodo della massima verosimiglianza, spesso risulta preferibile lavorare sul logaritmo della funzione di verosimiglianza, in gergo chiamata log-verosimiglianza:
{\displaystyle \ L\left(\vartheta |\left\{x_{i}\right\}_{i=1}^{n}\right)=\ln {\mathcal {L}}\left(\vartheta |\left\{x_{i}\right\}_{i=1}^{n}\right)=\sum _{i=1}^{n}\ln f\left(x_{i}|\vartheta \right)}